# Jorge Deschamps
Jorge Luis Deschamps Méndez (Parral, Chile, 13 de mayo de 1984) es un futbolista chileno con ascendencia francesa. Juega de portero y actualmente milita en O'Higgins de la Primera División de Chile.

## Carrera
Debutó profesionalmente en Huachipato en 2002, donde pasó varias temporadas en sus inicios. Su recorrido lo ha llevado a vestir la camiseta de numerosos clubes a lo largo del país, consolidándose como un arquero experimentado y de trayectoria.
Entre los equipos más significativos en su carrera, Deschamps defendió los colores de Naval de Talcahuano y Deportes Valdivia en la primera mitad de los 2000. Tuvo una importante etapa en Ñublense entre 2007 y 2010, para luego pasar por Deportes Concepción y San Marcos de Arica, con quien logró un campeonato de Primera B en 2012. Cobresal ha sido un club recurrente en su trayectoria, con tres periodos distintos: 2013-2014, 2019-2020 y 2022-2023. También fue parte de Everton de Viña del Mar entre 2014 y 2015, y tuvo un destacado paso por Curicó Unido entre 2015 y 2019, logrando otro ascenso a la Primera División de Chile. Más recientemente, jugó en Rangers de Talca en 2021 y en Magallanes durante 2023 y 2024.
Actualmente, Deschamps ha iniciado una nueva etapa en su carrera, uniéndose a O'Higgins de Rancagua el 27 de diciembre de 2024, con un contrato que se extiende hasta finales de ese mismo año. 

## Clubes
| Club                | País  | Año       |
| ------------------- | ----- | --------- |
| Huachipato          | Chile | 2002-2003 |
| Huachipato B        | Chile | 2003      |
| Huachipato          | Chile | 2004-2005 |
| Naval               | Chile | 2005      |
| Deportes Valdivia   | Chile | 2006      |
| Ñublense            | Chile | 2007-2010 |
| Deportes Concepción | Chile | 2011      |
| San Marcos de Arica | Chile | 2012      |
| Cobresal            | Chile | 2013-2014 |
| Everton             | Chile | 2014-2015 |
| Curicó Unido        | Chile | 2015-2019 |
| Cobresal            | Chile | 2020      |
| Rangers de Talca    | Chile | 2021      |
| Cobresal            | Chile | 2022-2023 |
| Magallanes          | Chile | 2023-2024 |
| O'Higgins           | Chile | 2025-Act. |

## Palmarés

### Campeonatos nacionales
| Título             | Club                | País  | Año     |
| ------------------ | ------------------- | ----- | ------- |
| Tercera División A | Deportes Valdivia   | Chile | 2006-A  |
| Primera B          | San Marcos de Arica | Chile | 2012    |
| Primera B          | Curicó Unido        | Chile | 2016-17 |